# Manuel Trucco
Manuel Trucco Franzani (Cauquenes, 18 marzo 1875 – Santiago del Cile, 25 ottobre 1954) è stato un ingegnere, politico e diplomatico cileno, brevemente vicepresidente del Cile dal 20 agosto al 15 novembre 1931.